# Humble Pie
Humble Pie fue un grupo británico de hard rock y uno de los primeros supergrupos del rock inglés, el cual incluía a Steve Marriott de los Small Faces, Peter Frampton de The Herd y Greg Ridley de Spooky Tooth.
Influenciados por el blues y el soul americano, desarrollaron un sonido blues rock que demostró ser influyente para grupos posteriores de hard rock y heavy metal. Son mejor conocidos por sus grabaciones de rock duro y sus conciertos entre 1969 y 1975
En 1969 el crítico y periodista David Fricke, de la revista especializada Circus, agrupó a diferentes bandas tales como Black Sabbath, Deep Purple e incluso Cream dentro del naciente movimiento al que bautizó "heavy metal", debido a la similitud con el característico sonido, densidad y pesadez que entrañaban los temas de Humble Pie y la etérea y dura atmósfera experimentada en sus conciertos.
Durante 1969, John Peel, de la BBC, presentó oficialmente a Humble Pie como la primera banda heavy metal, no haciendo referencia a su música y sonido, sino a la cantidad de volumen utilizado en su interpretación.
Como dato adicional, el disco en vivo Performance: Rockin The Fillmore, de 1971, fue el primer álbum editado en el que en la contraportada aparecía una pequeña etiqueta señalándolo como heavy metal, esto en los primeros tirajes del LP que, debido a la duración del mismo, fue originalmente lanzado como álbum doble.

## Historia
Steve Marriott (nacido el 30 de enero de 1947), conocido vocalista y guitarrista, decidió dejar a los Small Faces (quienes con Rod Stewart se convertirían en simplemente Faces) para formar junto a Peter Frampton (nacido el 22 de abril de 1950), excantante y guitarra del grupo The Herd, este conjunto denominado Humble Pie, cuyo sonido alejaba a la pareja del pop psicodélico que por aquellos momentos, finales de los años 60, estaban interpretando en sus respectivas formaciones. En este proyecto aceraron su sonido al rock de raíces, inclinándose por el blues rock, el boogie, folk rock, country rock y el hard rock. Para completar la formación Marriott y Frampton se aliaron con el antiguo componente de los Spooky Tooth, el bajista Greg Ridley, y el exmiembro de Apostolic Intervention, el batería Jerry Shirley.
En Immediate —sello de Andrew Loog Oldham en el cual estaban los Small Faces—, Humble Pie dejaron crecer las greñas y debutaron con el LP “As safe as Yesterday Is” (1969), un disco que el grupo grabó en la casa rural de Marriott. El sencillo “Natural Born Boogie” (número 4) alcanzó gran repercusión en las islas británicas. Junto a él aparecerían piezas como “A Nifty Little Number Like You”, “Buttermilk Boy”, “Stick Shift” o “Desperation”, versión de los Steppenwolf. Su segundo álbum fue “Town and Country” (1969), un disco que incluía una versión de “Heartbeat” de Buddy Holly. Entre los temas propios destacan cortes como “Down Home Again”, “Silver Tongue” o “Every Mother’s Son” de Steve Marriott, o “Take Me Back”, “Only You Can See” y “Home and Away”, compuestas por Peter Frampton.
La quiebra económica de Immediate provocó que el grupo saliese del sello de Oldham para comenzar a grabar con A&M Records y con producción de Glyn Johns.
Su sonido se endurecería con “Humble Pie” (1970), con piezas más hard rock, una música más afín a los gustos de Marriott, quien poco a poco se hacía con el mando del grupo. Después de “Rock On” (1971), un disco que incluía voces de P.P. Arnold y Alexis Korner, y el álbum doble en vivo “Performance: Rockin’ the Fillmore” (1971) —trabajo incluyendo un buen puñado de largas versiones—, Peter Frampton decidió salir de Humble Pie para iniciar una carrera en solitario que alcanzó enorme éxito.
El encargado de reemplazar a Frampton fue Dave “Clem” Clempson, guitarrista que había tocado en Colosseum. Con Clempson el primer trabajo de Humble Pie fue “Smokin’” (1972), disco con su característico hard boogie rock, la colaboración puntual de Stephen Stills, y la pieza clásica de la banda “30 Days in the Hole”, conseguiría excelentes resultados comerciales, tanto en Gran Bretaña como en los Estados Unidos. Al año siguiente publicarían el doble “Eat It” (1973), un trabajo en donde enriquecían su rock con retazos soul, funk y gospel, y el acompañamiento vocal de los Blackberries. Los discos “Thunderbox (1974) y “Street Rats” (1975) no recibieron demasiado apoyo comercial, hecho que motivó la primera separación de la banda. En los años 80 Steve Marriott resucitó el grupo con el bajista Anthony “Sooty” Jones, el guitarra y vocalista Bobby Tench y el batería Jerry Shirley, pero las grabaciones “On to Victory” (1980), de estimables ventas, y “Go for the Throat” (1981), no resultaron demasiado satisfactorias, por lo que los Humble Pie desaparecerían poco después.
Steve Marriott, su líder y uno de los personajes más carismáticos del rock británico, falleció en su hogar de Essex a causa de un incendio provocado por su imprudencia al quedarse dormido mientras fumaba, el 20 de abril de 1991. Tenía 44 años.

## Discografía

### Álbumes de estudio
- As Safe as Yesterday Is (1969) Immediate, #32 UK
- Town and Country (1969) Immediate
- Humble Pie (1970) A&M
- Rock On (1971) A&M #118 US
- Smokin' (1972) A&M #6 US, #28 UK
- Eat It (1973) A&M #13 US, #34 UK
- Thunderbox (1974) A&M, #52 US
- Street Rats (1975) A&M, #100 US
- On to Victory (1980) ATCO #60 US
- Go for the Throat (1981) ATCO #154 US
- Back on Track (2002) Sanctuary

### Álbumes en directo
- Performance: Rockin' the Fillmore (1971) A&M #21 US, #32 UK
- King Biscuit Flower Hour Present
- In Concert - Humble Pie Live 1973 (1995)
- Extended Versions (2000) BMG
- Natural Born Boogie: The BBC Sessions (2000) Fuel
- Live at the Whiskey A-Go-Go (2002) Sanctuary

### Compilaciones
- Lost and Found (1973) A&M #37 US
- Back Home Again (1976) Immediate UK
- Best of Humble Pie (1982) A&M
- Classics Volume 14 (1987) A&M
- Early Years (1994) Griffin
- Hot n' Nasty: The Anthology (1994) A&M
- The Scrubbers Sessions (1997) Archive/Paradigm
- The Immediate Years: Natural Born Boogie (1999) Recall (UK)
- Running with the Pack (1999) Pilot
- Twentieth Century Masters: The Millennium Collection (2000) A&M
- The Atlanta Years (2005) álbum inédito (1980) y actuación en directo (1983)
- The Definitive Collection (2006)
- One More for the Old Tosser (2006)

### Sencillos
- "Natural Born Bugie" / "Wrist Job" #4 UK (1969)
- "The Sad Bag of Shaky Jake" / "Cold Lady"
- "Big Black Dog" / "Strange Days"
- "Big Black Dog" / "Only a Roach" U.S.
- "Shine On" / "Mister Ring"
- "I Don't Need No Doctor" / "A Song for Jenny" #73 U.S.
- "Hot 'n' Nasty" / "You're So Good For Me" #52 U.S.
- "30 Days in the Hole" / "C'mon Everybody" / "Road Runner"
- "Get Down to It" / "Honky Tonk Women"
- "Shut Up and Don't Interrupt Me" / "Black Coffee" (1973)
- "Black Coffee" / "Say No More"
- "Oh la de Da" / "The Outcrowd"
- "Ninety-Nine Pounds" / "Rally With Ali"
- "Rock & Roll Music" / "Scored Out"
- "Fool for a Pretty Face" / "You Soppy Prat" (1980) #52 US de Onto Victory (1980)
- "Tin Soldier" (1981) #58 US de Go For The Throat (1981)